# Mezyara - Haref - Hmayss
Mezyara - Haref - Hmayss - Sakhra è un  comune (municipalité) del Libano situato nel distretto di Zgharta, governatorato del Nord Libano.